# Федотовская (Шенкурский район)
Федотовская — нежилая деревня в Шенкурском районе Архангельской области. Входит в состав муниципального образования «Никольское».

## География
Деревня расположена в южной части Архангельской области, в таёжной зоне, в пределах северной части Русской равнины, в 15 километрах на запад от города Шенкурска, на восточном берегу озера Келгозеро.
Часовой пояс
Федотовская, как и вся Архангельская область, находится в часовой зоне МСК (московское время). Смещение применяемого времени относительно UTC составляет +3:00.

## Население
| 2002 | 2010 | 2012 |
| ---- | ---- | ---- |
| 3    | ↘0   | →0   |

## История
Указана в «Списке населённых мест по сведениям 1859 года» в составе Шенкурского уезда (2-го стана) Архангельской губернии под номером «2358» как «Федотовская». Насчитывала 13 дворов, 44 жителя мужского пола и 43 женского.
В «Списке населенных мест Архангельской губернии к 1905 году» деревня Федотовская (Келгозеро) насчитывает 30 дворов, 99 мужчин и 90 женщин. В административном отношении деревня входила в состав Николаевского сельского общества Великониколаевской волости.
На 1 мая 1922 года в поселении 44 двора, 98 мужчин и 136 женщин.